# Differential Geometry and its Applications
Differential Geometry and its Applications is een internationaal, aan collegiale toetsing onderworpen wetenschappelijk tijdschrift op het gebied van de wiskunde en de toegepaste wiskunde. De naam wordt in literatuurverwijzingen meestal afgekort tot Differ. Geom. Appl. Het heeft als onderwerp moderne en klassieke differentiaalmeetkunde en aanverwante gebieden. Het wordt uitgegeven door Elsevier en verschijnt 6 keer per jaar. Het verscheen voor het eerst in 1991. De eerste hoofdredacteur was Demeter Krupka van het departement wiskunde aan de Silezische universiteit van Opava in Tsjechië.